# Flora of North America
Flora of North America (pełny tytuł Flora of North America North of Mexico) – 29-tomowe dzieło zawierające opracowanie flory Ameryki Północnej na północ od Meksyku (Stany Zjednoczone i Kanada), a także flory Grenlandii i wysp St. Pierre i Miquelon. Jest to synoptyczny opis wszystkich taksonów. Ma służyć zarówno jako sposób identyfikacji roślin w regionie, jak i jako systematyczny konspekt flory północnoamerykańskiej. Opisano także taksony i obszary geograficzne wymagające dalszych badań oraz taksony, o których sądzono, że wyginęły w okresie stałego osadnictwa europejskiego, tj. ostatnich 500 lat. Tom 1 zawiera podstawowe informacje ogólne. Tom 2 opisuje paprocie i nagonasienne, tomy 3–26 opisano rośliny okrytonasienne zgodnie z systemem klasyfikacji A. Cronquista z 1981 r. Glony opisane są w tomach 27–28. Tom 29 zawiera zbiorczą bibliografię i indeks.
Flora of North America zawiera akceptowane nazwy, cytaty z literatury, bazonimy, synonimy, opisy morfologiczne, siedlisko, rozmieszczenie geograficzne, stan ochrony oraz omówienie kwestii taksonomicznych dla około 20 000 gatunków. Projektem zarządza Stowarzyszenie Flora of North America. Treść z opublikowanych tomów jest dostępna za pośrednictwem eFloras i JSTOR i została przekazana zespołowi informatycznemu World Flora.
W opracowaniu dzieło wzięło udział około 1000 autorów, artystów, recenzentów i redaktorów z całego świata.
Opisy gatunków zawierają:
- Nazwę naukową i zwyczajową
- Systematykę
- Charakterystykę i klucz do oznaczania
- Mapy występowania
- Ilustracje i zdjęcia
- Liczby chromosomów
- Fenologię
- Zastosowanie w medycynie i w życiu ludzi
- Toksyczność[2].